# Cycle sexagésimal chinois
Cette page contient des caractères spéciaux ou non latins. S’ils s’affichent mal (▯, ?, etc.), consultez la page d’aide Unicode.
Le cycle sexagésimal (干支, pinyin : gānzhī) est un système chinois de numérotation des unités de temps basé sur la combinaison de deux séries de signes, les dix tiges célestes (天干, tiāngān) et les douze branches terrestres (地支, dìzhī), permettant d’obtenir soixante combinaisons différentes. Cette numérotation est le plus souvent utilisée pour marquer le déroulement des années, mais peut également s’appliquer aux mois, jours ou heures. Outre la Chine, elle a également été employée au Japon, en Corée et au Viêt Nam. On trouve aussi en français les termes « troncs célestes » et « rameaux terrestres ».

## Origine
L'origine du calendrier sexagésimal est très ancienne, puisqu'il apparaît dès les Shang sur les écrits oraculaires où il note les jours. La liste complète des deux séries fut découverte sur un document divinatoire du règne de Di Yi (1191 à 1154 av. J.-C.). Ultérieurement, à l'époque des Printemps et Automnes, la date d'une éclipse solaire est mentionnée avec le jour noté dans ce système : « troisième année du règne du Duc Wen de Lu, deuxième mois, jour jisi » (soit 720 av. J.-C., le 10 du deuxième mois).
Le système des dix tiges célestes pourrait être en rapport avec un ancien mythe qui prétend qu’il y avait jadis dix soleils apparaissant à tour de rôle dans le ciel ; une série de dix jours était notée par le caractère 旬 (xún), toujours employé aujourd'hui. Selon une légende de la  mythologie chinoise, les dix soleils apparurent un jour ensemble et se mirent à brûler la Terre jusqu’à ce que l’archer Yi en abatte neuf.
Des caractères les notant apparaissent dans les noms de souverains de la dynastie Xia dont Kong Jia (孔甲) ou Jin, surnommé Yin Jia (胤甲), mais dans des documents nettement postérieurs à l’époque supposée de cette dynastie mythique.
L’observation astronomique, qui a inspiré les douze mois par le fait qu'une année correspond à peu près à douze lunaisons, semble l’origine la plus probable de la série duodécimale des branches terrestres.
On ignore le sens d’origine des caractères qui notent les deux séries, bien que certains soient encore d’usage courant de nos jours, mais probablement avec une signification différente. D’après la forme des signes et leur ressemblance avec des sinogrammes plus récents, les Chinois ont imaginé pour expliquer les tiges célestes qu'ils représentaient le cycle de croissance d’une plante, hypothèse que rien n’a encore pu confirmer.

## Tiges célestes
À partir du IIe siècle av. J.-C., les tiges célestes ont été associées aux cinq éléments, deux signes consécutifs appartenant au même élément. Comme la série peut être combinée avec les branches terrestres qui sont alternativement yīn et yáng, cette association peut aussi leur être appliquée. Au Japon, leur nom est une combinaison de l’élément associé et de –e « frère aîné » (兄) pour le signe supérieur yang, –to « frère cadet » (弟) pour le signe inférieur yin.

## Tableau des tiges célestes
|    | Tige céleste | Nom chinois | Nom coréen | Nom japonais   | Nom vietnamien | Yin Yang | Élément |
| -- | ------------ | ----------- | ---------- | -------------- | -------------- | -------- | ------- |
| 1  | 甲           | jiǎ         | 갑, gab    | kinoe, kō      | giáp           | yang     | Bois    |
| 2  | 乙           | yǐ          | 을, eul    | kinoto, otsu   | ất             | yin      | Bois    |
| 3  | 丙           | bǐng        | 병, byeong | hinoe, hei     | bính           | yang     | Feu     |
| 4  | 丁           | dīng        | 정, jeong  | hinoto, tei    | đinh           | yin      | Feu     |
| 5  | 戊           | wù          | 무, mu     | tsuchinoe, bo  | mậu            | yang     | Terre   |
| 6  | 己           | jǐ          | 기, gi     | tsuchinoto, ki | kỷ             | yin      | Terre   |
| 7  | 庚           | gēng        | 경, gyeong | kanoe, kō      | canh           | yang     | Métal   |
| 8  | 辛           | xīn         | 신, sin    | kanoto, shin   | tân            | yin      | Métal   |
| 9  | 壬           | rén         | 임, im     | mizunoe, jin   | nhâm           | yang     | Eau     |
| 10 | 癸           | guǐ         | 계, gye    | mizunoto, ki   | quý            | yin      | Eau     |

En Chine et dans les autres pays d’extrême-Orient qui les emploient, les tiges célestes sont souvent utilisés à la façon des lettres de l’alphabet romain pour désigner, par exemple, les parties sur un contrat, ou les notes de niveau données par les enseignants (avec l’ajout à la série de yōu 優, « excellent »).
Ils entrent dans la composition de noms de composés de chimie organique, comme le méthanol, jiachun (甲醇) et l’éthanol, yichun (乙醇).
Au tout début de l’introduction des mathématiques occidentales, les tiges célestes représentaient les lettres A à J, et les branches terrestres les lettres K à V. Les signes tels quels représentaient les minuscules, et associées à l’élément de sinogramme kou 口, les majuscules (p. ex : 甲 représente a et 呷 représente A).
Jusqu’en 2004, les tiges célestes apparaissaient sur les plaques d’immatriculation des véhicules militaires taïwanais.

## Branches terrestres

Les vingt-quatre cardinaux chinois. Le cercle intérieur montre les douze branches terrestres.

Le décompte des ans à l'aide des rameaux terrestres faisait à l'origine commencer l'année au jour dit lichun (立春), « commencement du printemps », situé à mi-distance entre le solstice d'hiver et l'équinoxe de printemps, lorsque l'astre atteint 315 degrés de longitude solaire. Par la suite, l'usage a déplacé le début de l'année au Nouvel An chinois, qui commence à la deuxième nouvelle lune après le solstice d'hiver. Néanmoins, l'astrologie n'a pas oublié l'ancien système, et on peut voir quelques almanachs qui le suivent.
Sous l'influence de l'astrologie persane transmise via l'Inde et le Tibet, à chacune des branches terrestres s'est trouvé associé un animal. Cette série de douze animaux, désormais populaire dans de nombreux pays sous le nom de signes chinois ou « zodiaque chinois », était aussi employée par les japonais, les coréens, les vietnamiens et les chinois d'Asie du Sud-Est, avec parfois quelques variations dans la nature des animaux.
Les branches terrestres peuvent aussi décompter douze périodes de temps correspondant chacune à deux jieqi (節氣), divisions du calendrier chinois agricole. Ces périodes, établies sur des bases astronomiques solaires, correspondent approximativement aux mois lunaires. Pour les besoins astrologiques et religieux, les almanachs donnent les dates exactes de changement de jieqi.
Les branches terrestres décomptaient autrefois les douze périodes de deux heures chacune, les shi（時）, qui formaient une journée. L'heure n'est plus exprimée de cette façon de nos jours, mais il reste important pour la divination de connaître la branche terrestre correspondant à tel ou tel moment de la journée. Le vocabulaire mandarin contemporain a gardé des traces de ce système dans les mots « midi » (zhongwu, 中午 signifiant littéralement « milieu de wu »), « matinée » (shangwu, 上午 « précédent wu »), « après-midi » (xiawu, 下午 « suivant wu »), « minuit » (ziye, 子夜 « yè nuit»).
Les branches terrestres ont aussi été utilisées par les navigateurs et les astronomes pour marquer l'orientation. Douze points-repères ne suffisant pas, de nouveaux termes furent empruntés aux tiges célestes et au Yi Jing pour indiquer les positions intermédiaires.

## Tableau des branches terrestres
|    | Branche terrestre | Nom français | Nom chinois | Nom japonais (on et kun) | Nom coréen | Nom vietnamien | Signe   | Direction    | Saison    | Mois lunaire                    | Heure     |
| -- | ----------------- | ------------ | ----------- | ------------------------ | ---------- | -------------- | ------- | ------------ | --------- | ------------------------------- | --------- |
| 1  | 子                | Nouveau né   | zǐ          | shi ne                   | 자 ja      | tý (Tí)        | Rat     | 0° (Nord)    | Hiver     | 11e mois (solstice d'hiver)     | 23 h-01 h |
| 2  | 丑                | Bouffon      | chǒu        | chū ushi                 | 축 chug    | sửu            | Bœuf    | 30°          | Hiver     | 12e mois                        | 1 h-3 h   |
| 3  | 寅                | Respectueux  | yín         | in tora                  | 인 in      | dần            | Tigre   | 60°          | Printemps | 1er mois                        | 3 h-5 h   |
| 4  | 卯                | Aube         | mǎo         | bō u                     | 묘 myo     | mão (mẹo)      | Lapin   | 90° (Est)    | Printemps | 2e mois (équinoxe de printemps) | 5 h-7 h   |
| 5  | 辰                | Jour         | chén        | shin tatsu               | 진 jin     | thìn           | Dragon  | 120°         | Printemps | 3e mois                         | 7 h-9 h   |
| 6  | 巳                | Soi-même     | sì          | shi mi                   | 사 sa      | tỵ             | Serpent | 150°         | Été       | 4e mois                         | 9 h-11 h  |
| 7  | 午                | Lutte        | wǔ          | go uma                   | 오 o       | ngọ            | Cheval  | 180° (Sud)   | Été       | 5e mois (solstice d'été)        | 11 h-13 h |
| 8  | 未                | Pas encore   | wèi         | mi hitsuji               | 미 mi      | mùi            | Mouton  | 210°         | Été       | 6e mois                         | 13 h-15 h |
| 9  | 申                | Prospère     | shēn        | shin saru                | 신 sin     | thân           | Singe   | 240°         | Automne   | 7e mois                         | 15 h-17 h |
| 10 | 酉                | Mûr          | yǒu         | yū tori                  | 유 yu      | dậu            | Coq     | 270° (Ouest) | Automne   | 8e mois (équinoxe d'automne)    | 17 h-19 h |
| 11 | 戌                | Destruction  | xū          | jutsu inu                | 술 sul     | tuất           | Chien   | 300°         | Automne   | 9e mois                         | 19 h-21 h |
| 12 | 亥                | Sommeil      | hài         | gai i                    | 해 hae     | hợi            | Porc    | 330°         | Hiver     | 10e mois                        | 21 h-23 h |

Les branches terrestres furent parfois utilisés pour numéroter les chapitres de livres, comme le dictionnaire de Kangxi.

## Cycle sexagésimal
Le cycle sexagésimal combinant les deux séries des tiges célestes et des branches terrestres est attesté dès les Shang pour la numérotation des jours. Son emploi pour le décompte des années date du début de l'ère chrétienne, période de la dynastie Xin. Cette notation resta en usage dans la vie quotidienne jusque très récemment, en parallèle avec celle des ères ou règnes impériaux. Cette dernière, instaurée à partir de l'ère Jianyuan (140-135 av. J.-C.) de l'empereur Wudi des Han, est beaucoup plus précise puisqu'elle ne se reproduit jamais, au contraire du cycle sexagésimal. La révolution de 1911 qui mit fin à l'empire chinois est connue sous le nom de Révolution de Xinhai（辛亥), code de 1911 dans le cycle sexagésimal.
Le cycle sexagésimal actuel, qui couvre les années 1984 à 2044, serait le 79e selon la tradition qui attribue l'invention du système cyclique au mythique Empereur Jaune et fait commencer le décompte en 2697 av. J.-C. Certains astrologues envisagent une date de début plus ancienne.
La numérotation sexagésimale est également appliquée aux mois, jours et heures pour l'établissement des horoscopes, qui s'appuient sur les « huit caractères » (八字, bázì), obtenus des quatre couples "tige céleste" - "branche terrestre" de l'année, du mois, du jour et de l'heure de la naissance d'une personne.

## Tableau des soixante combinaisons
|    | Tige-Branche | Nom chinois | Noms japonais            | Nom coréen      | Nom vietnamien | Associations          | Élément céleste | Destin Élément imagé             |
| -- | ------------ | ----------- | ------------------------ | --------------- | -------------- | --------------------- | --------------- | -------------------------------- |
| 1  | 甲子         | jiǎzǐ       | kinoe-ne, kasshi, kōshi  | 갑자, gapja     | Giáp Tý        | Yang - Bois - Rat     | Eau             | Métal au fond de la mer          |
| 2  | 乙丑         | yǐchǒu      | kinoto-ushi, icchū       | 을축, eulchuk   | Ất Sửu         | Yin - Bois - Bœuf     | Terre           | Métal au fond de la mer          |
| 3  | 丙寅         | bǐngyín     | hinoe-tora, heiin        | 병인, byeongin  | Bính Dần       | Yang - Feu - Tigre    | Bois            | Feu dans le four                 |
| 4  | 丁卯         | dīngmǎo     | hinoto-u, teibō          | 정묘, jeongmyo  | Đinh Mão       | Yin - Feu - Lapin     | Bois            | Feu dans le four                 |
| 5  | 戊辰         | wùchén      | tsuchinoe-tatsu, boshin  | 무진, mujin     | Mậu Thìn       | Yang - Terre - Dragon | Terre           | Bois de la grande forêt          |
| 6  | 己巳         | jǐsì        | tsuchinoto-mi, kishi     | 기사, gisa      | Kỷ Tỵ          | Yin - Terre - Serpent | Feu             | Bois de la grande forêt          |
| 7  | 庚午         | gēngwǔ      | kanoe-uma, kōgo          | 경오, gyeongo   | Canh Ngọ       | Yang - Métal - Cheval | Feu             | Terre au bord des routes         |
| 8  | 辛未         | xīnwèi      | kanoto-hitsuji, shinbi   | 신미, sinmi     | Tân Mùi        | Yin - Métal - Mouton  | Terre           | Terre au bord des routes         |
| 9  | 壬申         | rénshēn     | mizunoe-saru, jinshin    | 임신, imsin     | Nhâm Thân      | Yang - Eau - Singe    | Métal           | Métal de la pointe de l'épée     |
| 10 | 癸酉         | guǐyǒu      | mizunoto-tori, kyuu      | 계유, gyeyu     | Quý Dậu        | Yin - Eau - Coq       | Métal           | Métal de la pointe de l'épée     |
| 11 | 甲戌         | jiǎxū       | kinoe-inu, kōjutsu       | 갑술, gapsul    | Giáp Tuất      | Yang - Bois - Chien   | Terre           | Feu au sommet des montagnes      |
| 12 | 乙亥         | yǐhài       | kinoto-i, hitsugai       | 을해, eulhae    | Ất Hợi         | Yin - Bois - Porc     | Eau             | Feu au sommet des montagnes      |
| 13 | 丙子         | bǐngzǐ      | hinoe-ne, heishi         | 병자, byeongja  | Bính Tý        | Yang - Feu - Rat      | Eau             | Eau de petite source             |
| 14 | 丁丑         | dīngchǒu    | hinoto-ushi, teichū      | 정축, jeongchuk | Đinh Sửu       | Yin - Feu - Bœuf      | Terre           | Eau de petite source             |
| 15 | 戊寅         | wùyín       | tsuchinoe-tora, boin     | 무인, muin      | Mậu Dần        | Yang - Terre - Tigre  | Bois            | Terre sur les remparts           |
| 16 | 己卯         | jǐmǎo       | tsuchinoto-u, kibō       | 기묘, gimyo     | Kỷ Mão         | Yin - Terre - Lapin   | Bois            | Terre sur les remparts           |
| 17 | 庚辰         | gēngchén    | kanoe-tatsu, kōshin      | 경진, gyeongjin | Canh Thìn      | Yang - Métal - Dragon | Terre           | Métal du chandelier blanc        |
| 18 | 辛巳         | xīnsì       | kanoto-mi, shinshi       | 신사, sinsa     | Tân Tỵ         | Yin - Métal - Serpent | Feu             | Métal du chandelier blanc        |
| 19 | 壬午         | rénwǔ       | mizunoe-uma, jingo       | 임오, imo       | Nhâm Ngọ       | Yang - Eau - Cheval   | Feu             | Bois du saule                    |
| 20 | 癸未         | guǐwèi      | mizunoto-hitsuji, kibi   | 계미, gyemi     | Quý Mùi        | Yin - Eau - Mouton    | Terre           | Bois du saule                    |
| 21 | 甲申         | jiǎshēn     | kinoe-saru, kōshin       | 갑신, gapsin    | Giáp Thân      | Yang - Bois - Singe   | Métal           | Eau de source                    |
| 22 | 乙酉         | yǐyǒu       | kinoto-tori, itsuyū      | 을유, euryu     | Ất Dậu         | Yin - Bois - Coq      | Métal           | Eau de source                    |
| 23 | 丙戌         | bǐngxū      | hinoe-inu, heijutsu      | 병술, byeongsul | Bính Tuất      | Yang - Feu - Chien    | Terre           | Terre sur le toit                |
| 24 | 丁亥         | dīnghài     | hinoto-i, teigai         | 정해, jeonghae  | Đinh Hợi       | Yin - Feu - Porc      | Eau             | Terre sur le toit                |
| 25 | 戊子         | wùzǐ        | tsuchinoe-ne, boshi      | 무자, muja      | Mậu Tý         | Yang - Terre - Rat    | Eau             | Feu du tonnerre                  |
| 26 | 己丑         | jǐchǒu      | tsuchinoto-ushi, kichū   | 기축, gichuk    | Kỷ Sửu         | Yin - Terre - Bœuf    | Terre           | Feu du tonnerre                  |
| 27 | 庚寅         | gēngyín     | kanoe-tora, kōin         | 경인, gyeongin  | Canh Dần       | Yang - Métal - Tigre  | Bois            | Bois du sapin centenaire         |
| 28 | 辛卯         | xīnmǎo      | kanoto-u, shinbō         | 신묘, sinmyo    | Tân Mão        | Yin - Métal - Lapin   | Bois            | Bois du sapin centenaire         |
| 29 | 壬辰         | rénchén     | mizunoe-tatsu, jinshin   | 임진, imjin     | Nhâm Thìn      | Yang - Eau - Dragon   | Terre           | Eau du long fleuve               |
| 30 | 癸巳         | guǐsì       | mizunoto-mi, kishi       | 계사, gyesa     | Quý Tỵ         | Yin - Eau - Serpent   | Feu             | Eau du long fleuve               |
| 31 | 甲午         | jiǎwǔ       | kinoe-uma, kōgo          | 갑오, gabo      | Giáo Ngọ       | Yang- Bois - Cheval   | Feu             | Métal dans le sable              |
| 32 | 乙未         | yǐwèi       | kinoto-hitsuji, itsubi   | 을미, eulmi     | Ất Mùi         | Yin - Bois - Mouton   | Terre           | Métal dans le sable              |
| 33 | 丙申         | bǐngshēn    | hinoe-saru, heishin      | 병신, byeongsin | Bính Thân      | Yang - Feu - Singe    | Métal           | Feu au pied des montagnes        |
| 34 | 丁酉         | dīngyǒu     | hinoto-tori, teiyū       | 정유, jeongyu   | Đinh Dậu       | Yin - Feu - Coq       | Métal           | Feu au pied des montagnes        |
| 35 | 戊戌         | wùxū        | tsuchinoe-inu, bojutsu   | 무술, musul     | Mậu Tuất       | Yang - Terre - Chien  | Terre           | Bois des plaines                 |
| 36 | 己亥         | jǐhài       | tsuchinoto-i, kigai      | 기해, gihae     | Kỷ Hợi         | Yin - Terre - Porc    | Eau             | Bois des plaines                 |
| 37 | 庚子         | gēngzǐ      | kanoe-ne, kōshi          | 경자, gyeongja  | Canh Tý        | Yang - Métal - Rat    | Eau             | Terre sur les murs               |
| 38 | 辛丑         | xīnchǒu     | kanoto-ushi, shinchū     | 신축, sinchuk   | Tân Sửu        | Yin - Métal - Bœuf    | Terre           | Terre sur les murs               |
| 39 | 壬寅         | rényín      | mizunoe-tora, jin'in     | 임인, imin      | Nhâm Dần       | Yang - Eau - Tigre    | Bois            | Métal blanc mélangé avec de l'or |
| 40 | 癸卯         | guǐmǎo      | mizunoto-u, kibō         | 계묘, gyemyo    | Quý Mão        | Yin - Eau - Lapin     | Bois            | Métal blanc mélangé avec de l'or |
| 41 | 甲辰         | jiǎchén     | kinoe-tatsu, kōshin      | 갑진, gapjin    | Giáp Thìn      | Yang - Bois - Dragon  | Terre           | Feu du phare                     |
| 42 | 乙巳         | yǐsì        | kinoto-mi, isshi         | 을사, eulsa     | Ất Tỵ          | Yin - Bois - Serpent  | Feu             | Feu du phare                     |
| 43 | 丙午         | bǐngwǔ      | hinoe-uma, heigo         | 병오, byeongo   | Bính Ngọ       | Yang - Feu - Cheval   | Feu             | Eau du fleuve céleste            |
| 44 | 丁未         | dīngwèi     | hinoto-hitsuji, teibi    | 정미, jeongmi   | Đinh Mùi       | Yin - Feu - Mouton    | Terre           | Eau du fleuve céleste            |
| 45 | 戊申         | wùshēn      | tsuchinoe-saru, boshin   | 무신, musin     | Mậu Thân       | Yang - Terre - Singe  | Métal           | Terre d'une grande plaine        |
| 46 | 己酉         | jǐyǒu       | tsuchinoto-tori, kiyū    | 기유, giyu      | Kỷ Dậu         | Yin - Terre - Coq     | Métal           | Terre d'une grande plaine        |
| 47 | 庚戌         | gēngxū      | kanoe-inu, kōjutsu       | 경술, gyeongsul | Canh Tuất      | Yang - Métal - Chien  | Terre           | Métal des bijoux                 |
| 48 | 辛亥         | xīnhài      | kanoto-i, shingai        | 신해, sinhae    | Tân Hợi        | Yin - Métal - Porc    | Eau             | Métal des bijoux                 |
| 49 | 壬子         | rénzǐ       | mizunoe-ne, jinshi       | 임자, imja      | Nhâm Tý        | Yang - Eau - Rat      | Eau             | Bois du mûrier                   |
| 50 | 癸丑         | guǐchǒu     | mizunoto-ushi, kichū     | 계축, gyechuk   | Quý Sửu        | Yin - Eau - Bœuf      | Terre           | Bois du mûrier                   |
| 51 | 甲寅         | jiǎyín      | kinoe-tora, kōin         | 갑인, gabin     | Giáp Dần       | Yang - Bois - Tigre   | Bois            | Eau de grande source             |
| 52 | 乙卯         | yǐmǎo       | kinoto-u, itsubō         | 을묘, eulmyo    | Ất Mão         | Yin - Bois - Lapin    | Bois            | Eau de grande source             |
| 53 | 丙辰         | bǐngchén    | hinoe-tatsu, heishin     | 병진, byeongjin | Bính Thìn      | Yang - Feu - Dragon   | Terre           | Terre dans le sable              |
| 54 | 丁巳         | dīngsì      | hinoto-mi, teishi        | 정사, jeongsa   | Đinh Tỵ        | Yin - Feu - Serpent   | Feu             | Terre dans le sable              |
| 55 | 戊午         | wùwǔ        | tsuchinoe-uma, bogo      | 무오, muo       | Mậu Ngọ        | Yang - Terre - Cheval | Feu             | Feu dans le ciel                 |
| 56 | 己未         | jǐwèi       | tsuchinoto-hitsuji, kibi | 기미, gimi      | Kỷ Mùi         | Yin - Terre - Mouton  | Terre           | Feu dans le ciel                 |
| 57 | 庚申         | gēngshēn    | kanoe-saru, kōshin       | 경신, gyeongsin | Canh Thân      | Yang - Métal - Singe  | Métal           | Bois du grenadier                |
| 58 | 辛酉         | xīnyǒu      | kanoto-tori, shinyū      | 신유, sinyu     | Tân Dậu        | Yin - Métal - Coq     | Métal           | Bois du grenadier                |
| 59 | 壬戌         | rénxū       | mizunoe-inu, jinjutsu    | 임술, imsul     | Nhâm Tuất      | Yang - Eau - Chien    | Terre           | Eau du grand océan               |
| 60 | 癸亥         | guǐhài      | mizunoto-i, kigai        | 계해, gyehae    | Quý Hợi        | Yin - Eau - Porc      | Eau             | Eau du grand océan               |

Le cycle se comprend mieux en notant que pour passer d'une entrée du cycle à la suivante, on augmente de une unité chacun des deux éléments (tige et branche) en bouclant quand on arrive à la fin de la liste. Ainsi, si le premier élément du cycle est jiǎzǐ, le suivant est yǐchǒu, yǐ étant la tige céleste suivant jiǎ et chǒu la branche terrestre suivant zǐ, et ainsi de suite.
|                 | zǐ   | chǒu  | yín   | mǎo    | chén    | sì     | wǔ     | wèi   | shēn  | yǒu   | xū    | hài |              |              |
| jiǎ             | 01   |       | 51    |        | 41      |        | 31     |       | 21    |       | 11    |     | Yang         | Bois         |
| yǐ              |      | 02    |       | 52     |         | 42     |        | 32    |       | 22    |       | 12  | Yin          | Bois         |
| bǐng            | 13   |       | 03    |        | 53      |        | 43     |       | 33    |       | 23    |     | Yang         | Feu          |
| dīng            |      | 14    |       | 04     |         | 54     |        | 44    |       | 34    |       | 24  | Yin          | Feu          |
| wù              | 25   |       | 15    |        | 05      |        | 55     |       | 45    |       | 35    |     | Yang         | Terre        |
| jí              |      | 26    |       | 16     |         | 06     |        | 56    |       | 46    |       | 36  | Yin          | Terre        |
| gēng            | 37   |       | 27    |        | 17      |        | 07     |       | 57    |       | 47    |     | Yang         | Métal        |
| xīn             |      | 38    |       | 28     |         | 18     |        | 08    |       | 58    |       | 48  | Yin          | Métal        |
| rén             | 49   |       | 39    |        | 29      |        | 19     |       | 09    |       | 59    |     | Yang         | Eau          |
| guǐ             |      | 50    |       | 40     |         | 30     |        | 20    |       | 10    |       | 60  | Yin          | Eau          |
|                 | Yang | Yin   | Yang  | Yin    | Yang    | Yin    | Yang   | Yin   | Yang  | Yin   | Yang  | Yin | Associations | Associations |
| Rat             | Bœuf | Tigre | Lapin | Dragon | Serpent | Cheval | Mouton | Singe | Coq   | Chien | Porc  |     | Associations | Associations |
| Élément céleste | Eau  | Terre | Bois  | Bois   | Terre   | Feu    | Feu    | Terre | Métal | Métal | Terre | Eau |              |              |